# The Sorrows of the Unfaithful
The Sorrows of the Unfaithful è un cortometraggio del 1910 diretto da David W. Griffith. Prodotto e distribuito dalla Biograph Company, il film - girato ad Atlantic Highlands, New Jersey - uscì nelle sale cinematografiche statunitensi il 22 agosto 1910.

## Produzione
Il film fu prodotto dalla Biograph Company. Venne girato nel New Jersey, all'Atlantic Highlands.

## Distribuzione
Distribuito dalla Biograph Company, il film - un cortometraggio in una bobina - uscì nelle sale cinematografiche statunitensi il 22 agosto 1910. Copie del film sono conservate negli archivi della Library of Congress e nelle collezioni del Mary Pickford Institute for Film Education.